# نمایشگاه جهانی (۱۸۷۸)
نمایشگاه جهانی (۱۸۷۸) (به فرانسوی: Exposition Universelle (1878))نمایشگاهی جهانی در پاریس که از تاریخ ۱ مه الی ۱۰ نوامبر ۱۸۷۸ میلادی برگزار شد و ۱۳ میلیون نفر بازدید کننده داشت. این نمایشگاه به مناسبت تأسیس جمهوری سوم فرانسه پس از جنگ فرانسه و پروس برگزار شد. سر مجسمه آزادی در این رویداد به نمایش درآمد. عمارت تروکادرو برای میزبانی از این نمایشگاه ساخته شد.

## ساختمان
مسایل سیاسی باعث شده بود دولت فرانسه تا ۶ ماه قبل از افتتاح نمایشگاه توجه زیادی به این نمایشگاه نداشته باشد. در اول ژوئن، یک ماه پس از افتتاح رسمی، بالاخره نمایشگاه به پایان رسید.
مساحت کل بیش از ۶۶ هکتار و ساختمان اصلی در شامپ دمارس و تپه شیلوت ۵۴ هکتار بود.
گاراژ دوشامپ بازسازی شد تا تردد ریلی انجام شود. پل آینا دو سایت نمایشگاهی را بهم متصل می‌کرد.
غرفه‌های فرانسه نیمی از فضا را پر کردند. آلمان غرفه نداشت، فقط تعدادی نقاشی آلمانی در معرض نمایش گذاشته شد.
غرفه ایالات متحده توسط تعدادی از کمیسیونرها اداره می‌شد که شامل پیرس ام بی یونگ، نماینده سابق کنگره ایالات متحده و ژنرال اصلی ارتش ایالات کنفدراسیون و فلوید پری بیکر، سردبیر روزنامه کانزاس، و دیگر ژنرال‌ها، سیاستمداران و افراد مشهور بود.
انگلستان، هند بریتانیایی، کانادا، ویکتوریا، نیو ساوت ولز، کوئینزلند، استرالیای جنوبی، کیپ کلونی و برخی مستعمرات انگلیس تقریباً یک سوم فضا را اشغال کردند. هر مستعمره انگلیس هزینه‌های خود را پرداخت کرد. غرفه انگلستان تحت کنترل کمیسیون سلطنتی بود که شاهزاده ولز رئیس آن بود.

## موضوعات نمایش
هنرهای زیبا و ماشین آلات جدید بیشتر فضا را گرفته بودند.
خیابان ملل، خیابانی به طول ۷۳۰ متر، به نمونه‌هایی از معماری اروپا و چندین کشور در آسیا و آفریقا اختصاص داشت.
آمریکا «گالری ماشین ها» داشت، ویترین صنعتی قوس‌های عرضی کم، طراحی شده توسط مهندس هنری دی دیون (۱۸۲۸–۷۸).
بسیاری از ساختمانها و مجسمه‌ها از مصالح ساختمانی ارزان قیمت موقت که در سال ۱۸۷۶ در پاریس اختراع شده و از الیاف جوت، گچ پاریسی و سیمان تشکیل شده بودند.
در ساحل شمالی رود سن، یک قصر مجلل برای نمایشگاه در انتهای میدان دو تروکادرو ساخته شد. این سازه زیبا دارای طراحی «عربی-افریقایی» بود، با برجهایی به ارتفاع ۷۶ متر و در کنار آن دو گالری بود. این ساختمان تا سال ۱۹۳۷ پابرجا بود.
در ۳۰ ژوئن ۱۸۷۸، سر مجسمه آزادی در باغ کاخ تروکادرو رونمایی شد.
یکی از ویژگی‌های محبوب باغ وحش انسانی بود که «دهکده سیاه» نام داشت و از ۴۰۰ «بومی» تشکیل شده بود.

### مهمترین اختراعات عرضه شده
- تلفن الکساندر گراهام بل.
- روشنایی قوس الکتریکی.
- توماس ادیسون یک مگافون و فونوگراف به نمایش گذاشته بود.
- موتور آگوستین موچوت با انرژی خورشیدی که انرژی خورشیدی را به نیروی بخار مکانیکی تبدیل می‌کرد.[۱]
- تولید یخ با استفاده از گرمای متمرکز خورشیدی.

## فعالیتهای دیگر
- همزمان با نمایشگاه، تعدادی جلسات و کنفرانس‌ها برای دستیابی به اجماع در مورد استانداردهای بین‌المللی برگزار شد.
- ویکتور هوگو، نویسنده فرانسوی، کنگره حفاظت از دارایی‌های ادبی را رهبری کرد، که منجر به تدوین نهایی قوانین بین‌المللی کپی رایت شد.
- به‌طور مشابه، جلسات دیگر منجر به تلاش برای استانداردسازی نامه رسانی از کشوری به کشور دیگر شد.
- کنگره بین‌المللی بهبود وضعیت نابینایان منجر به تصویب جهانی سیستم خواندن لمسی بریل در سراسر جهان شد.

## نگارخانه

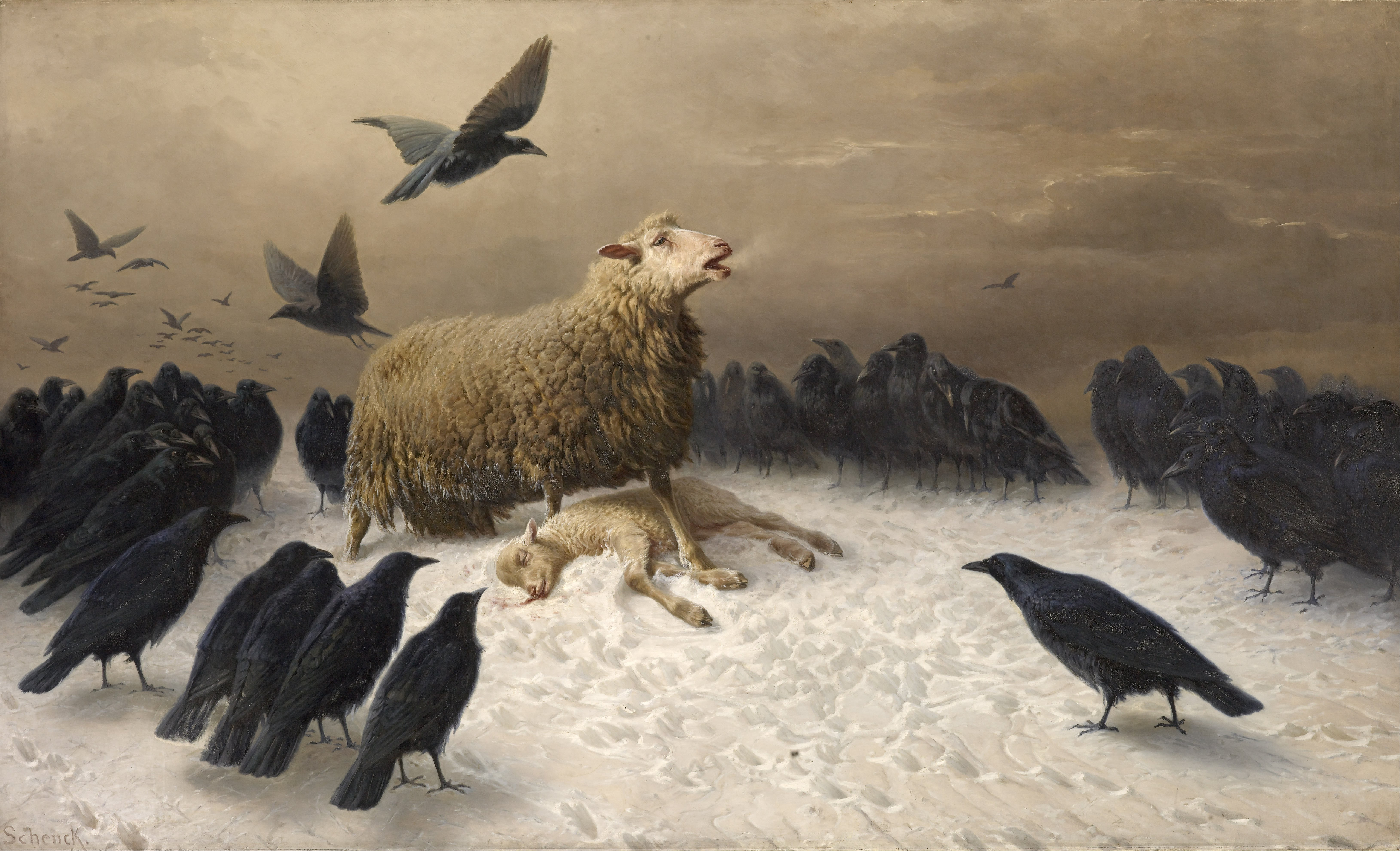
غم ژرف
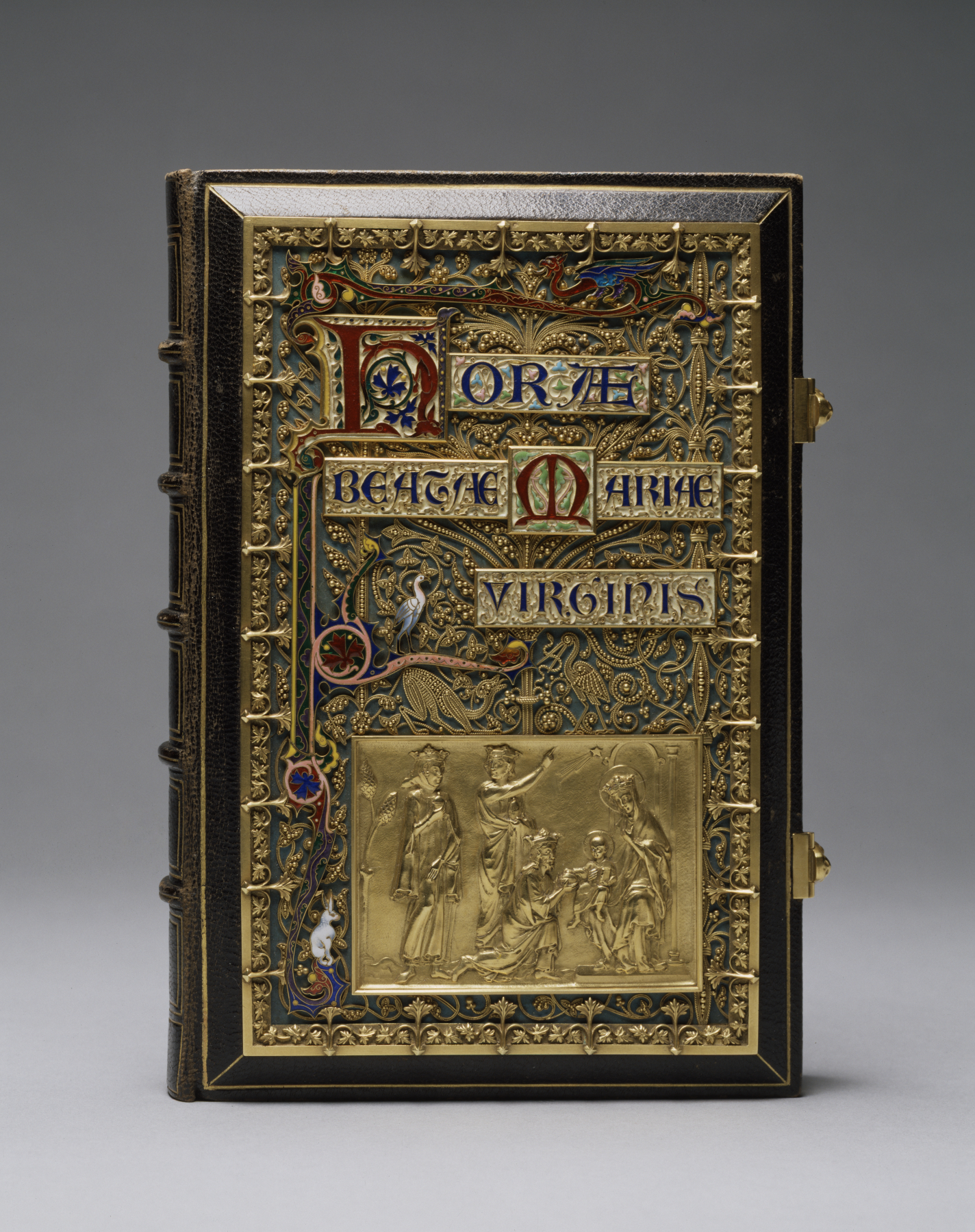
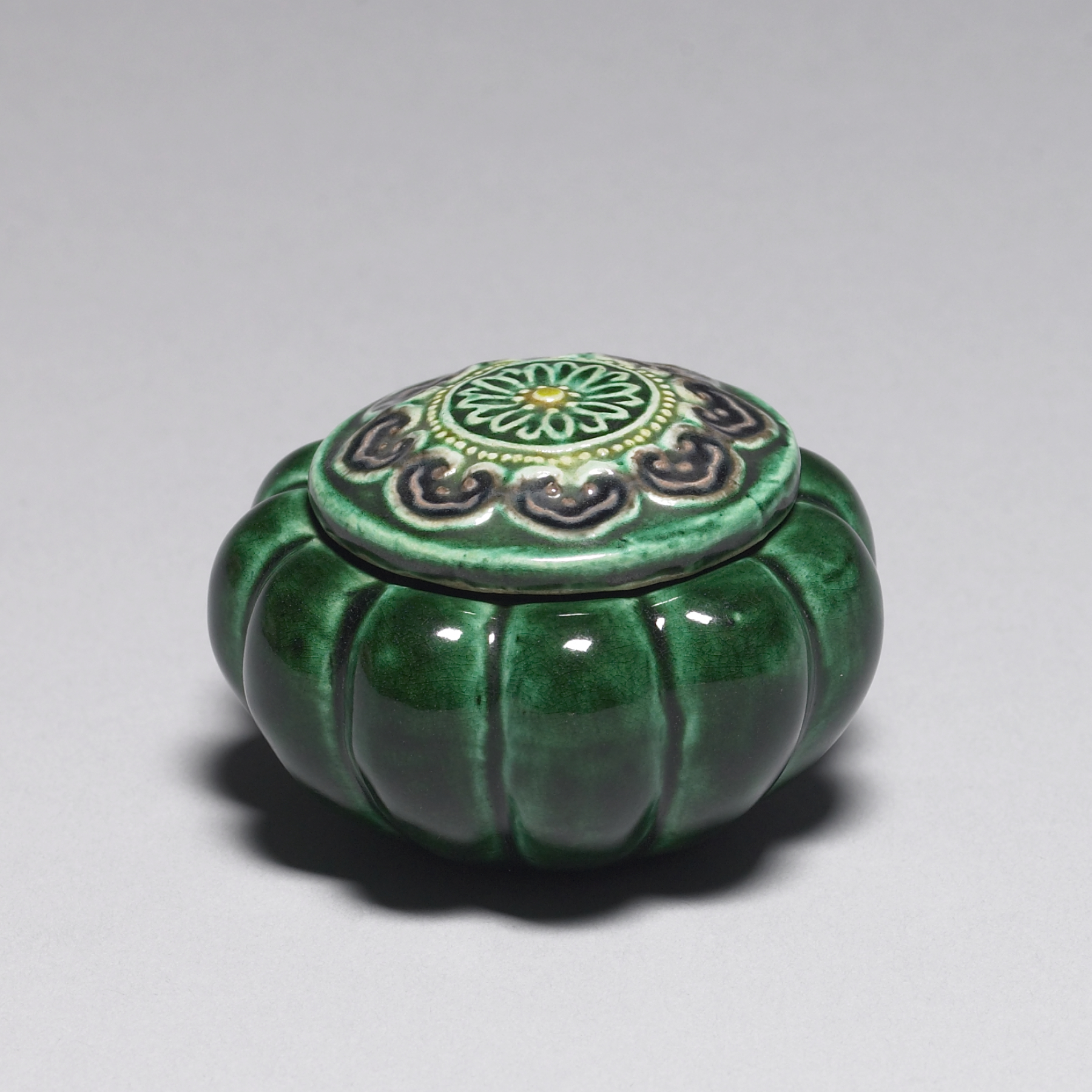
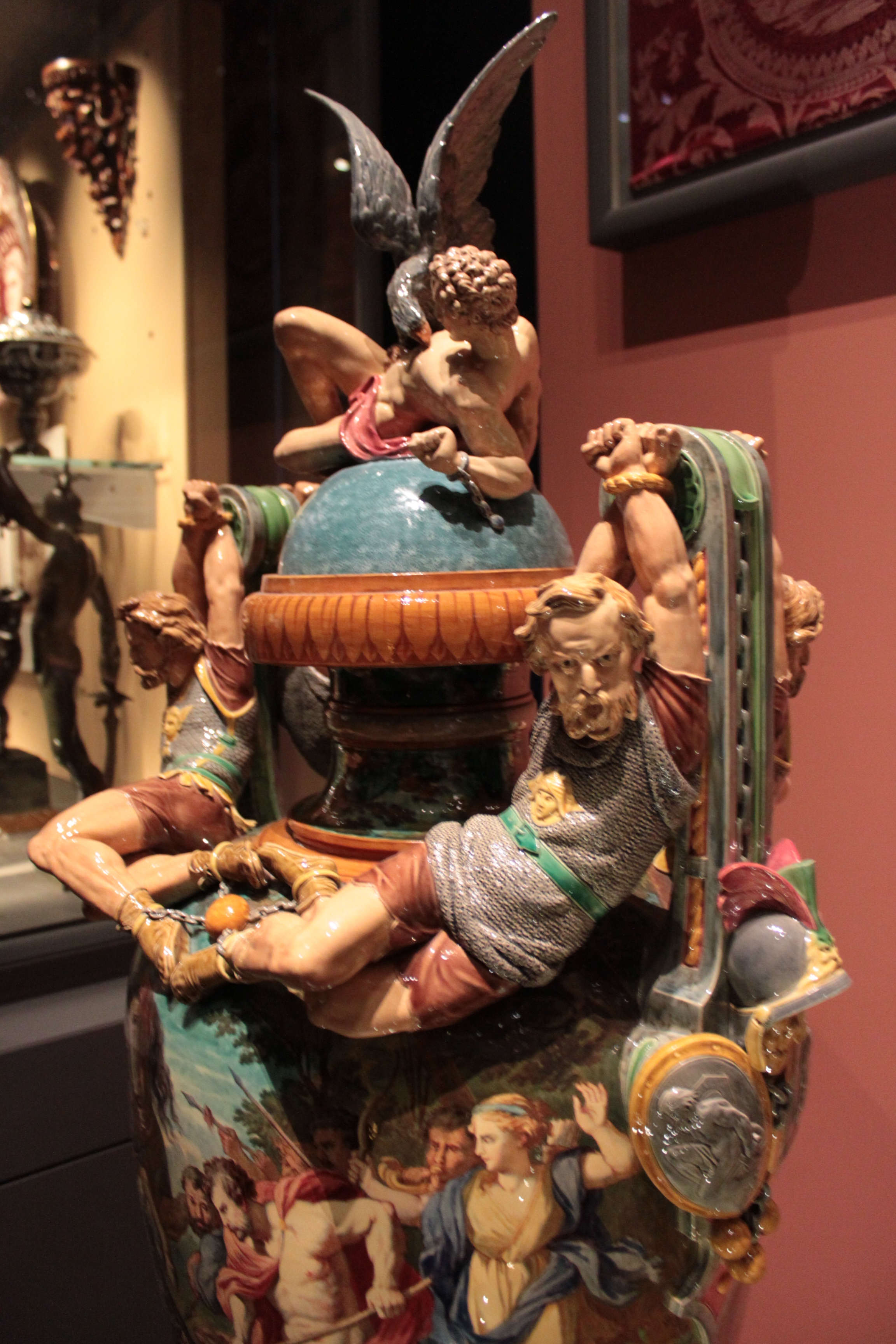
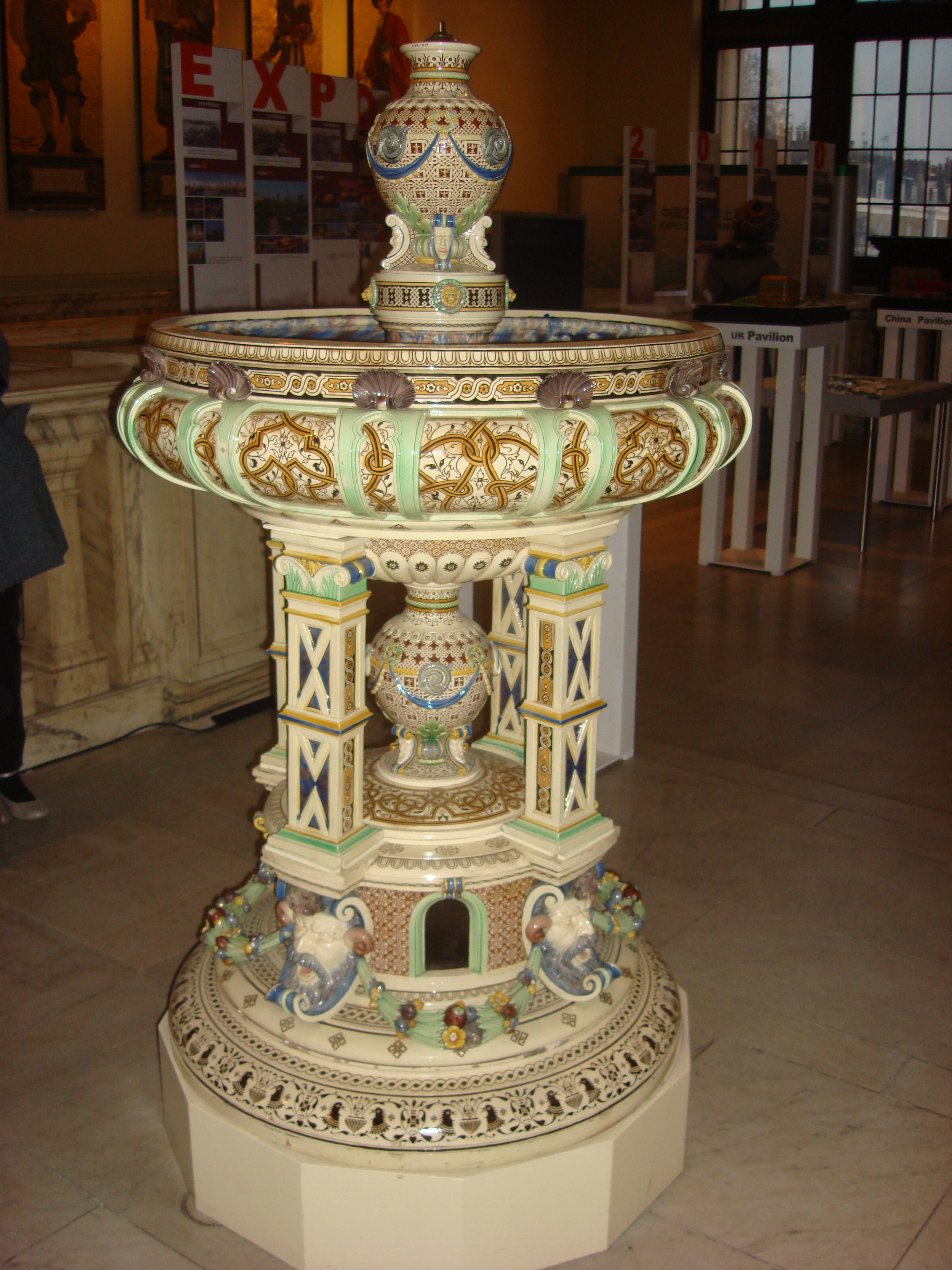
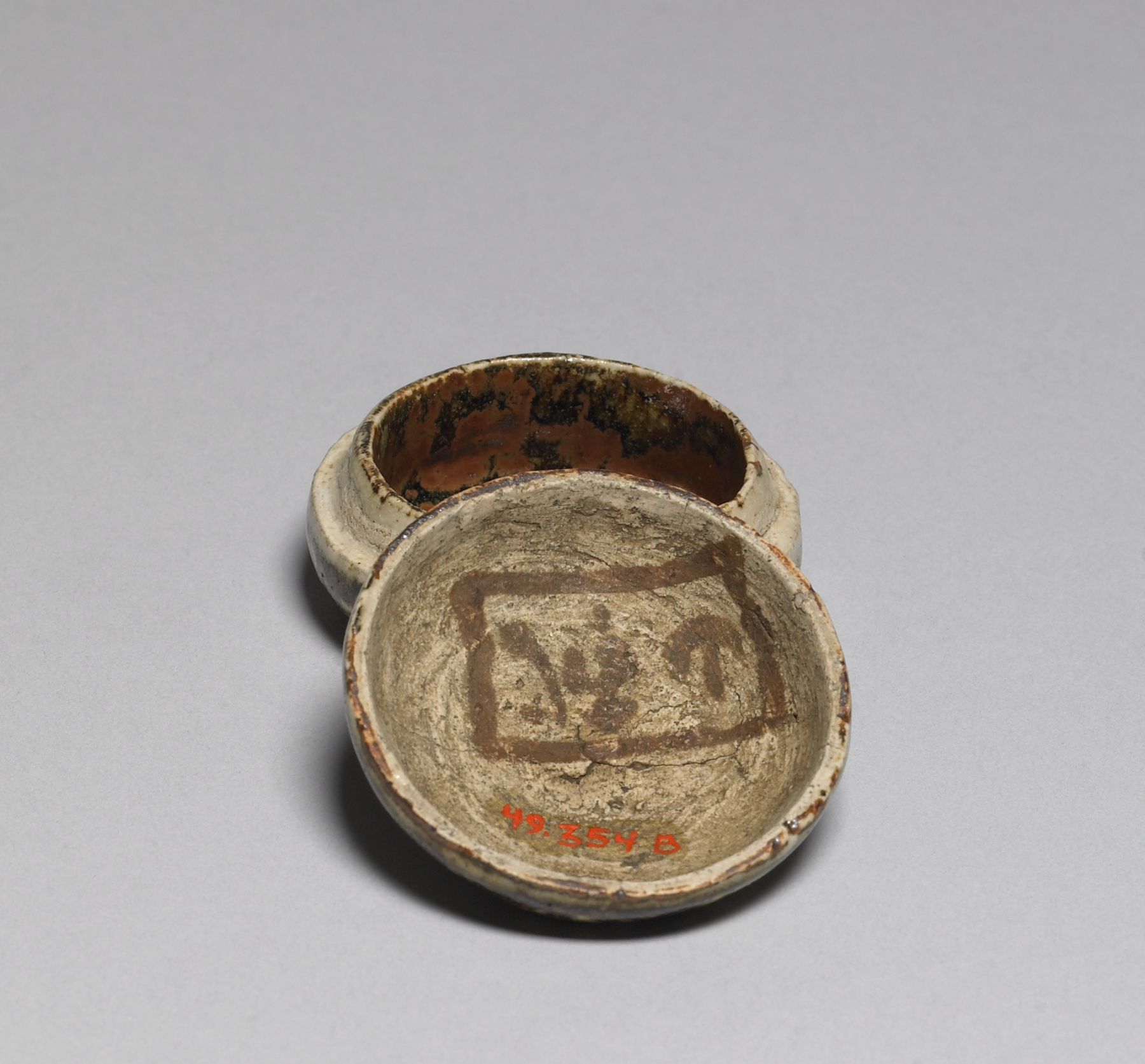
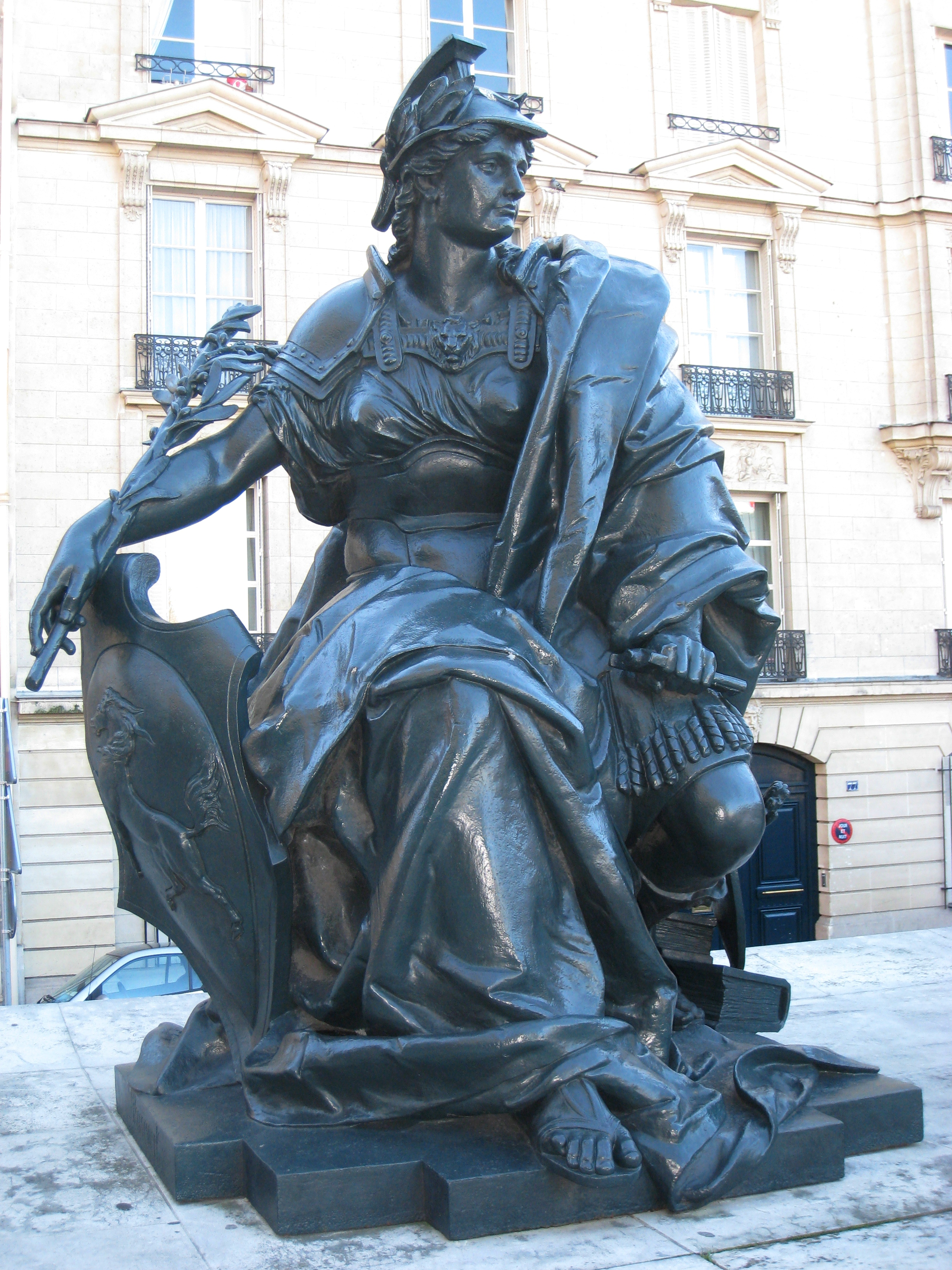
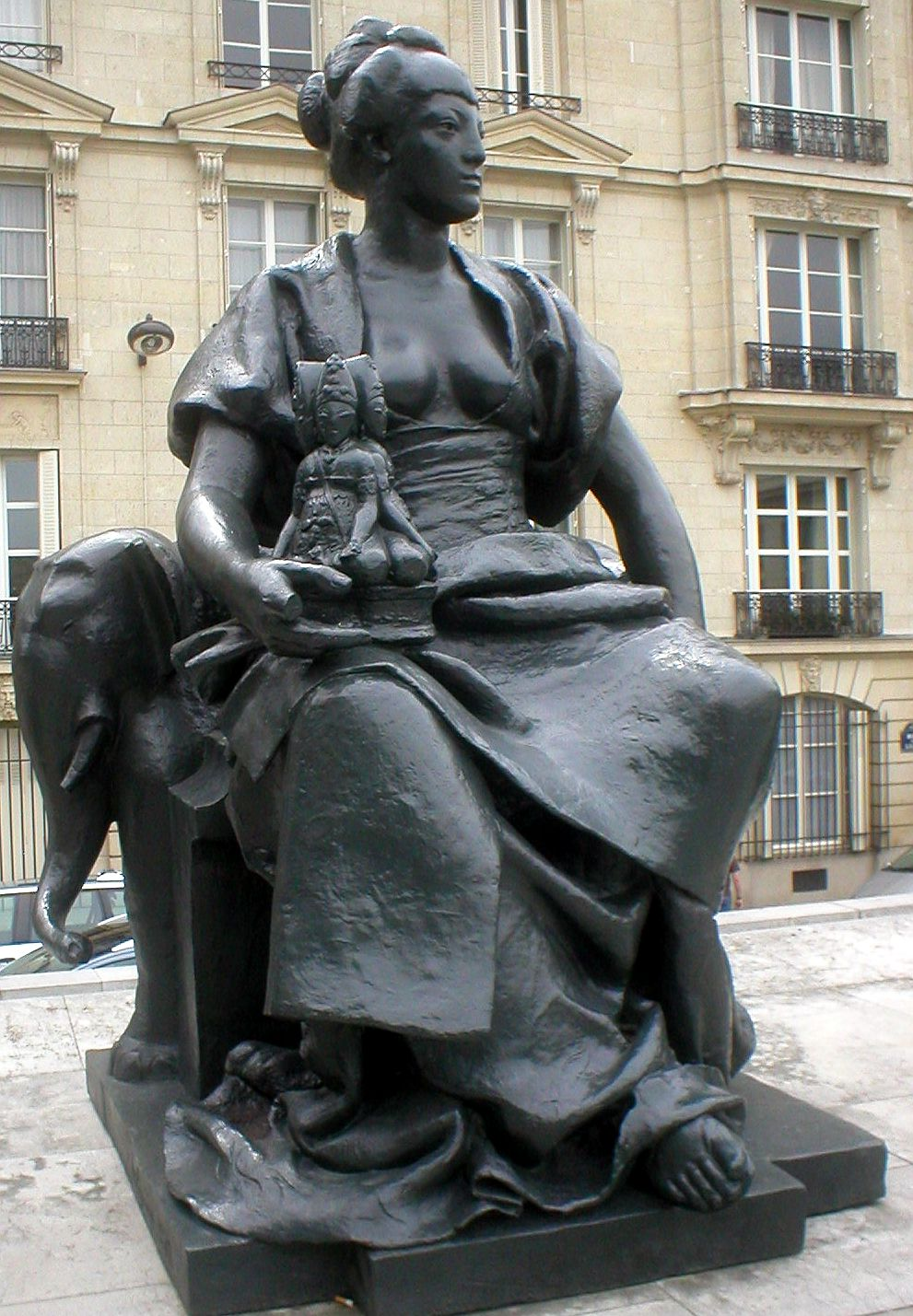
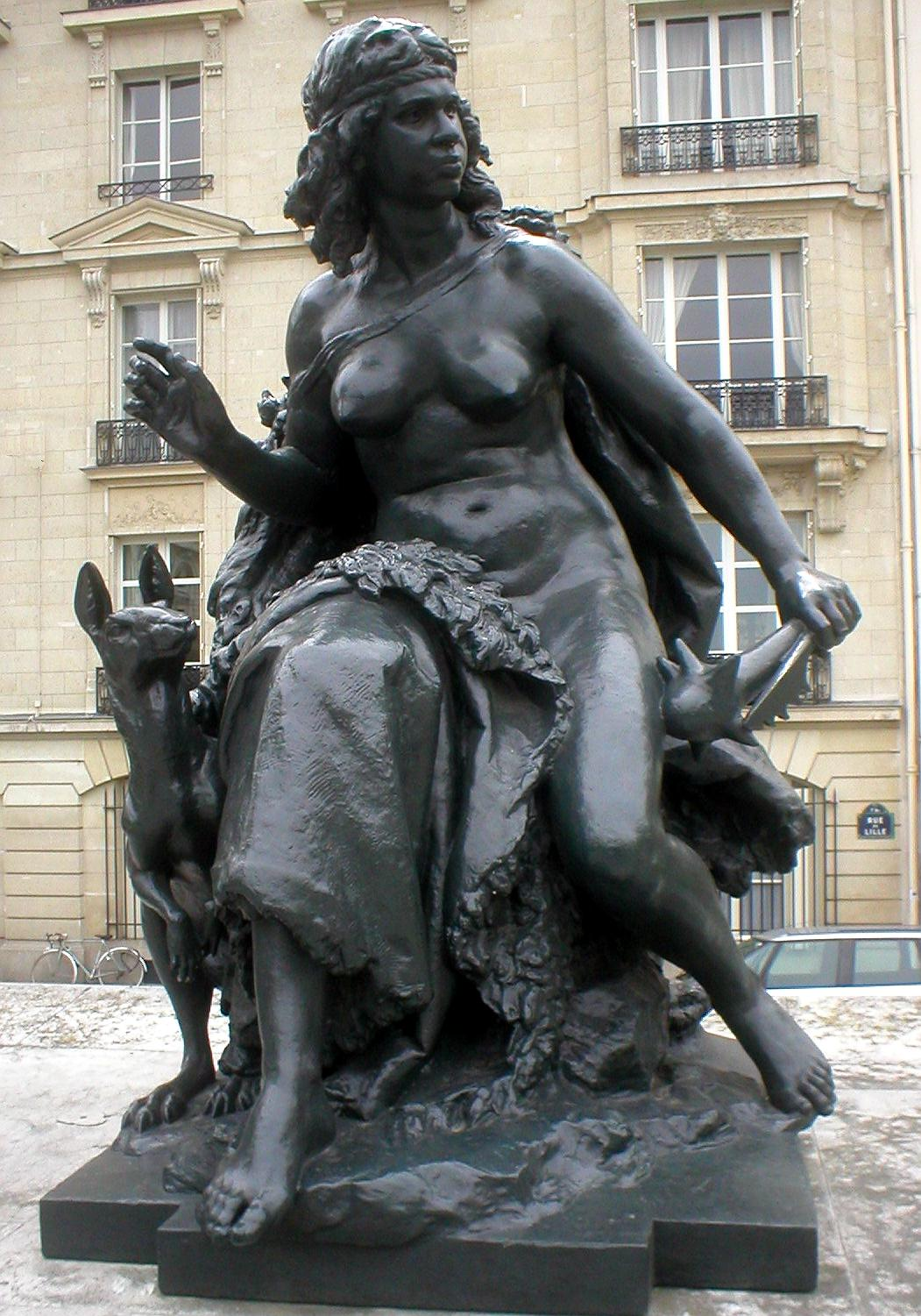
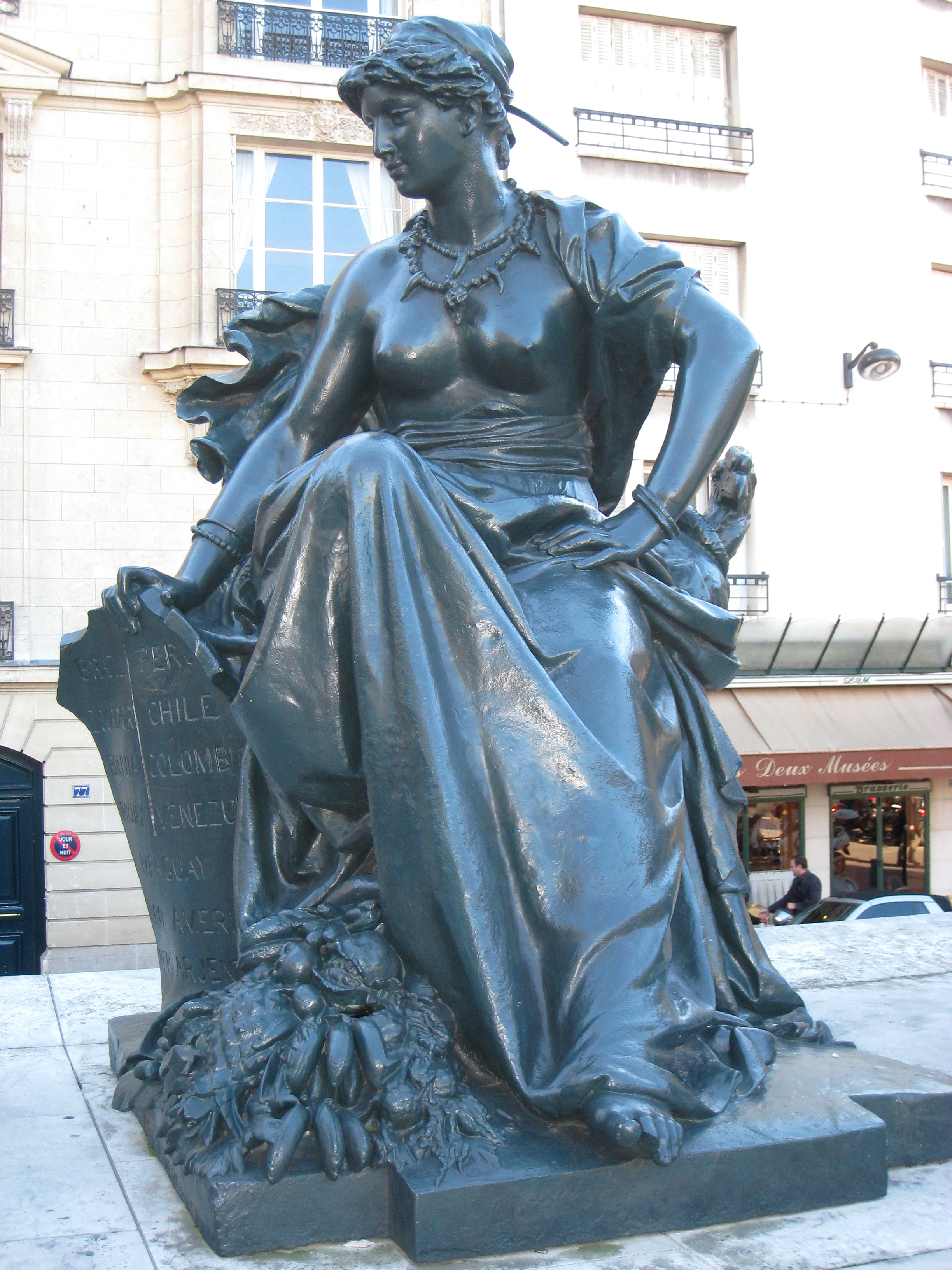
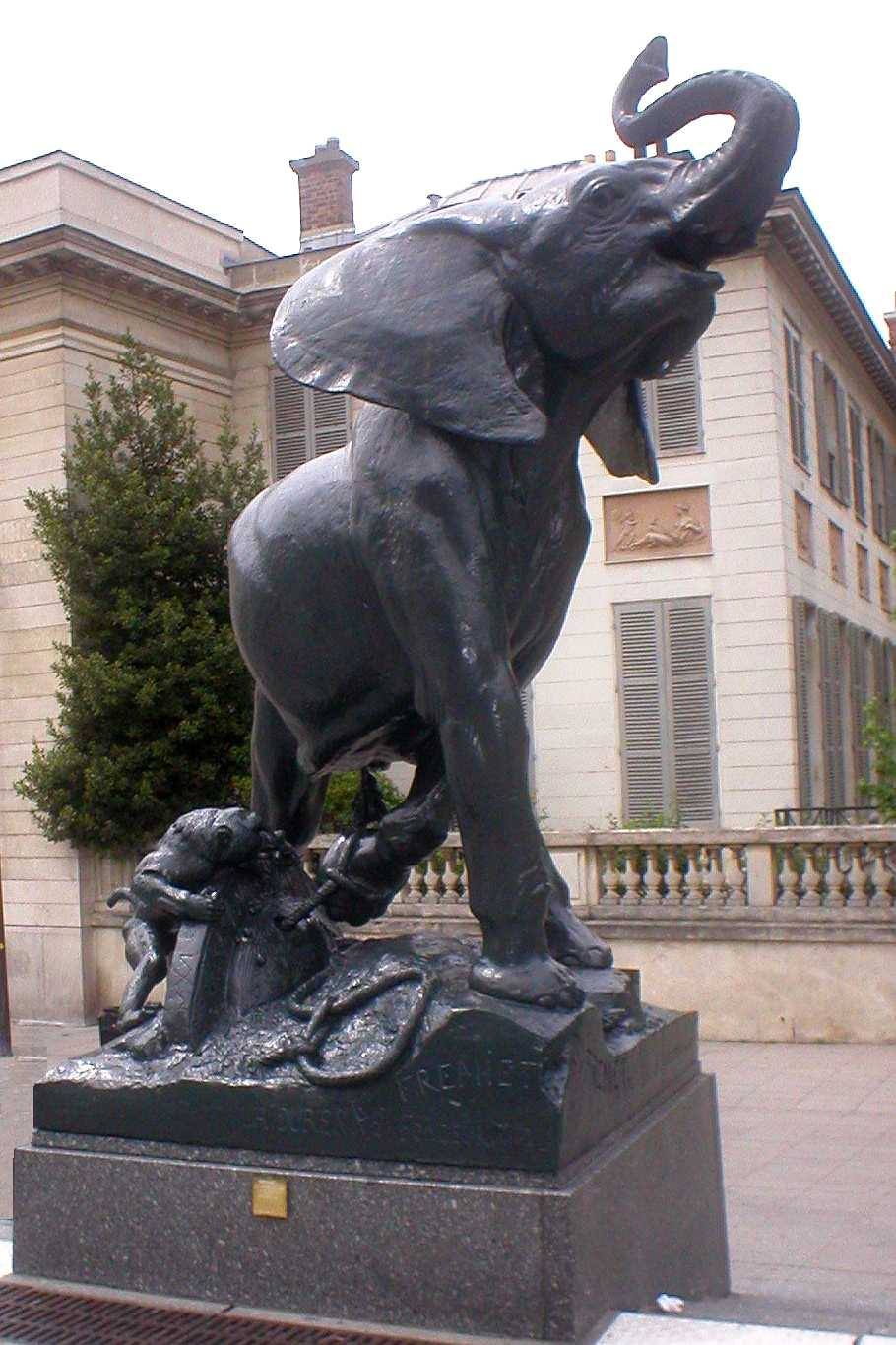
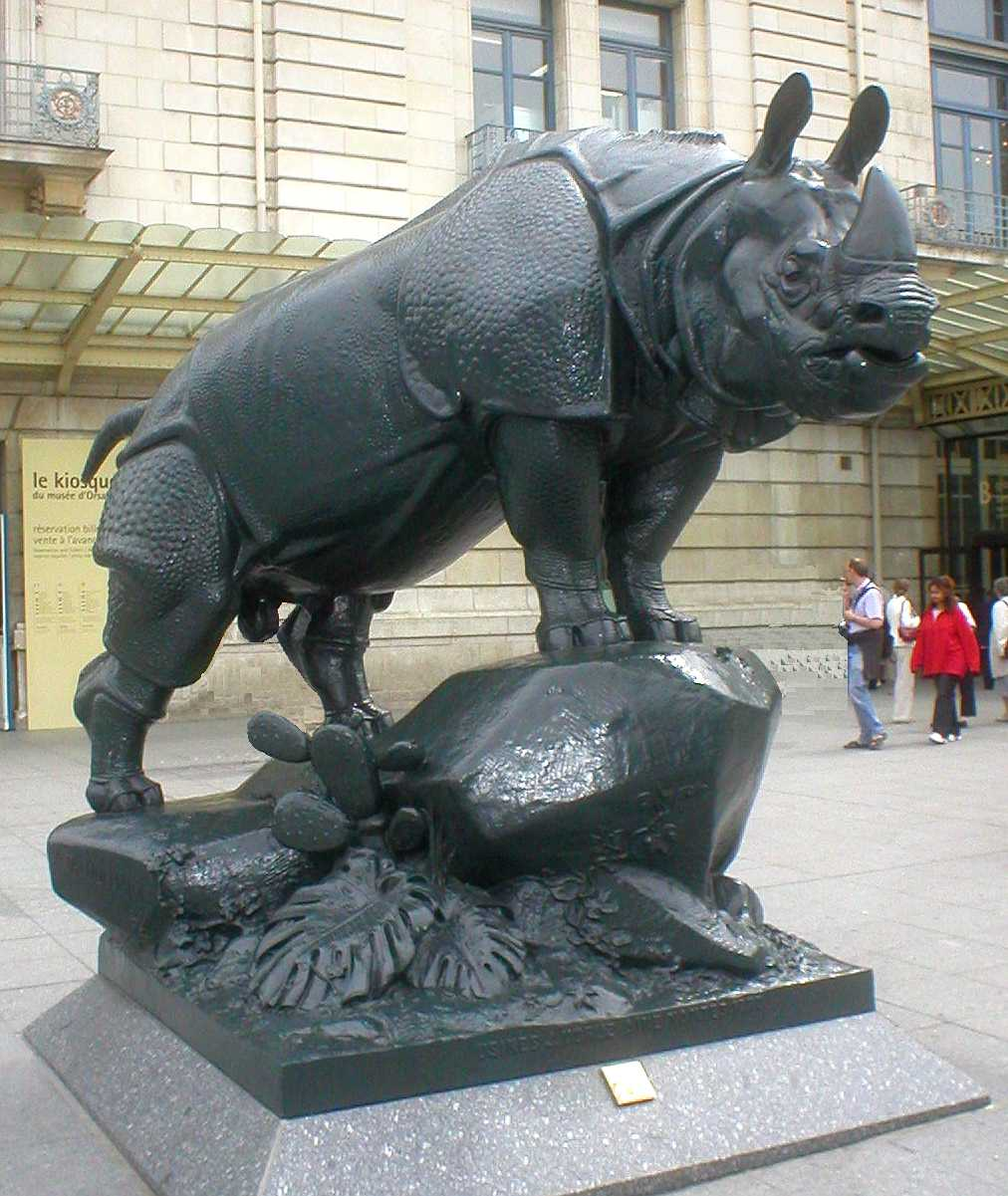
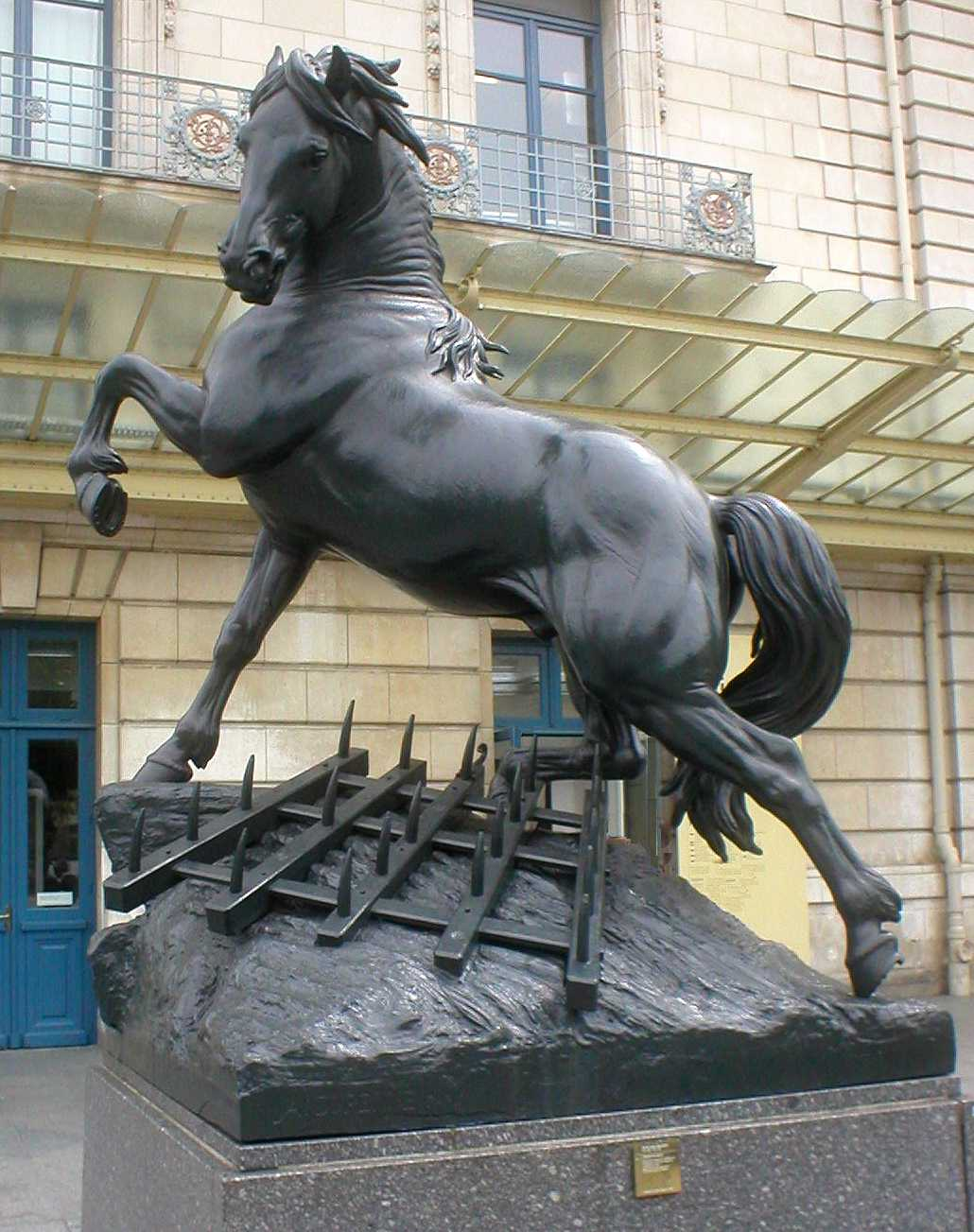
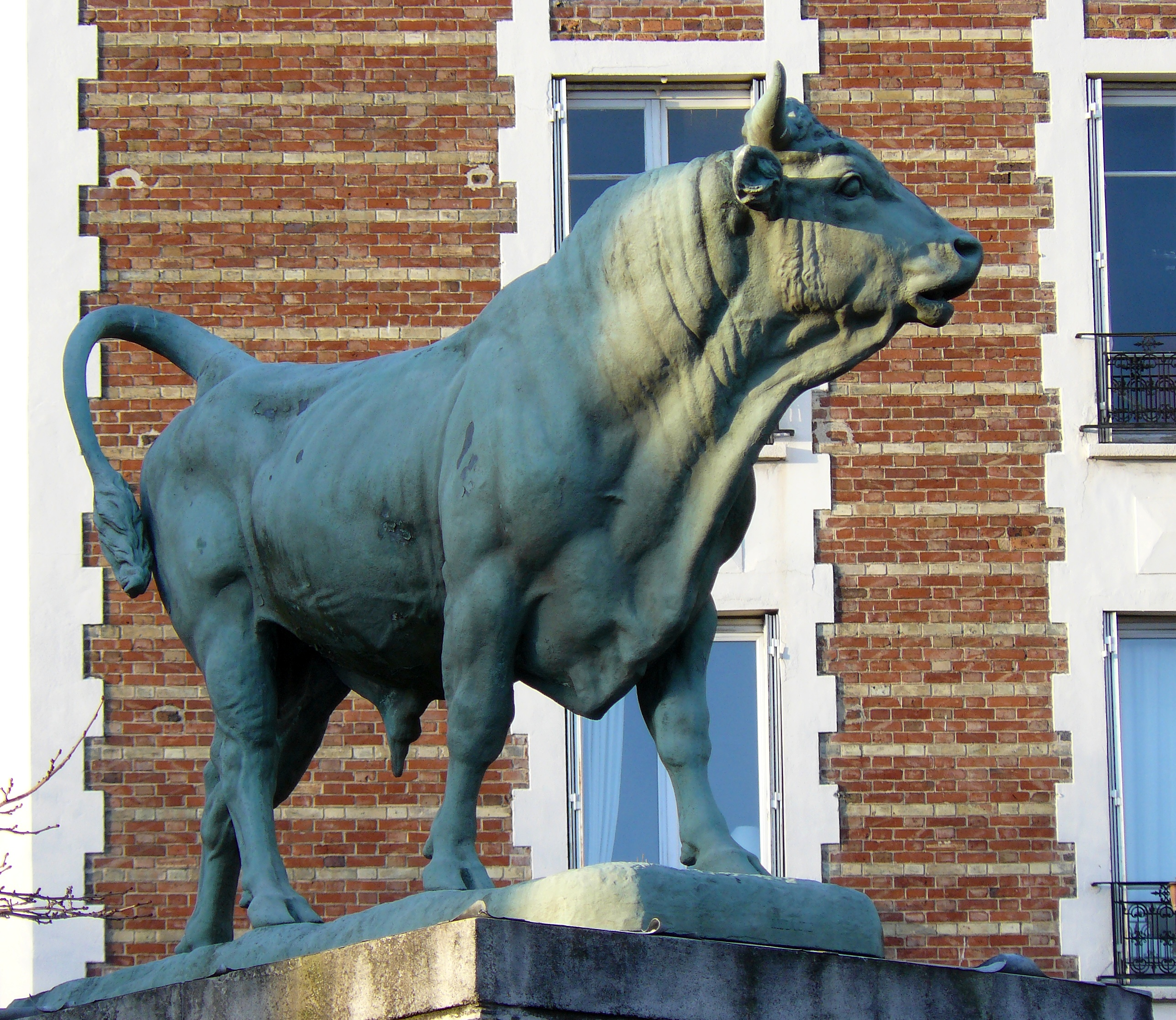
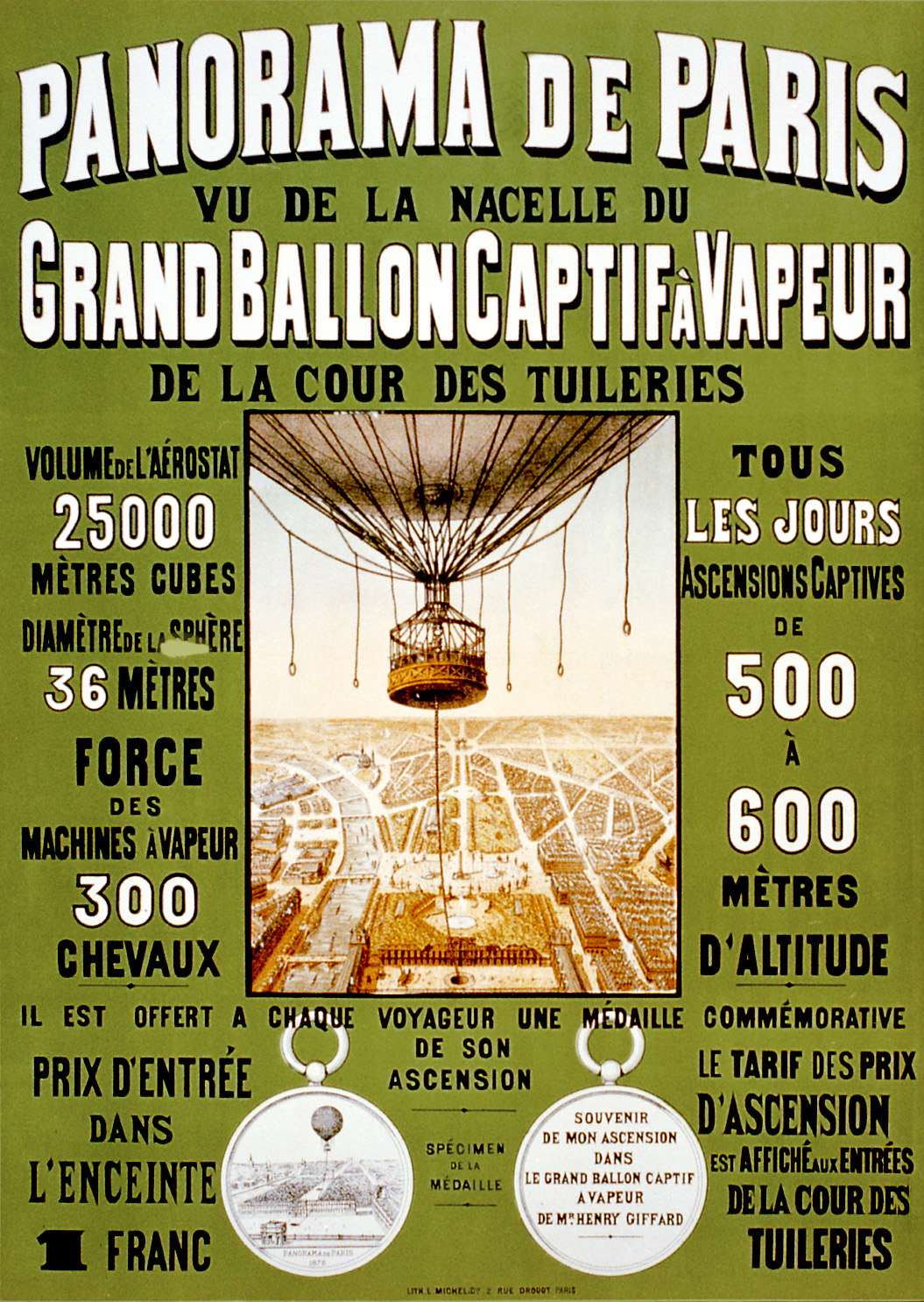
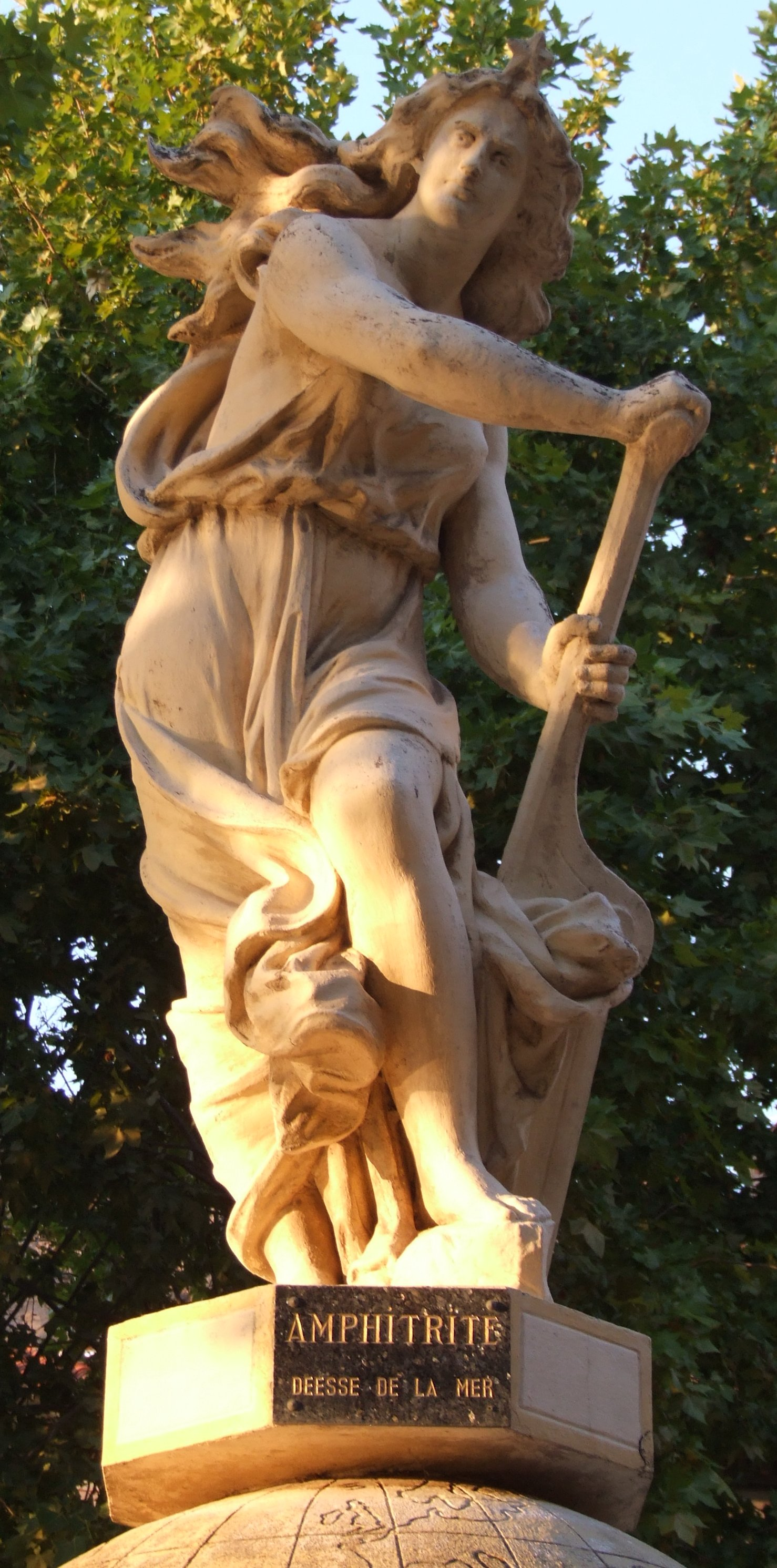
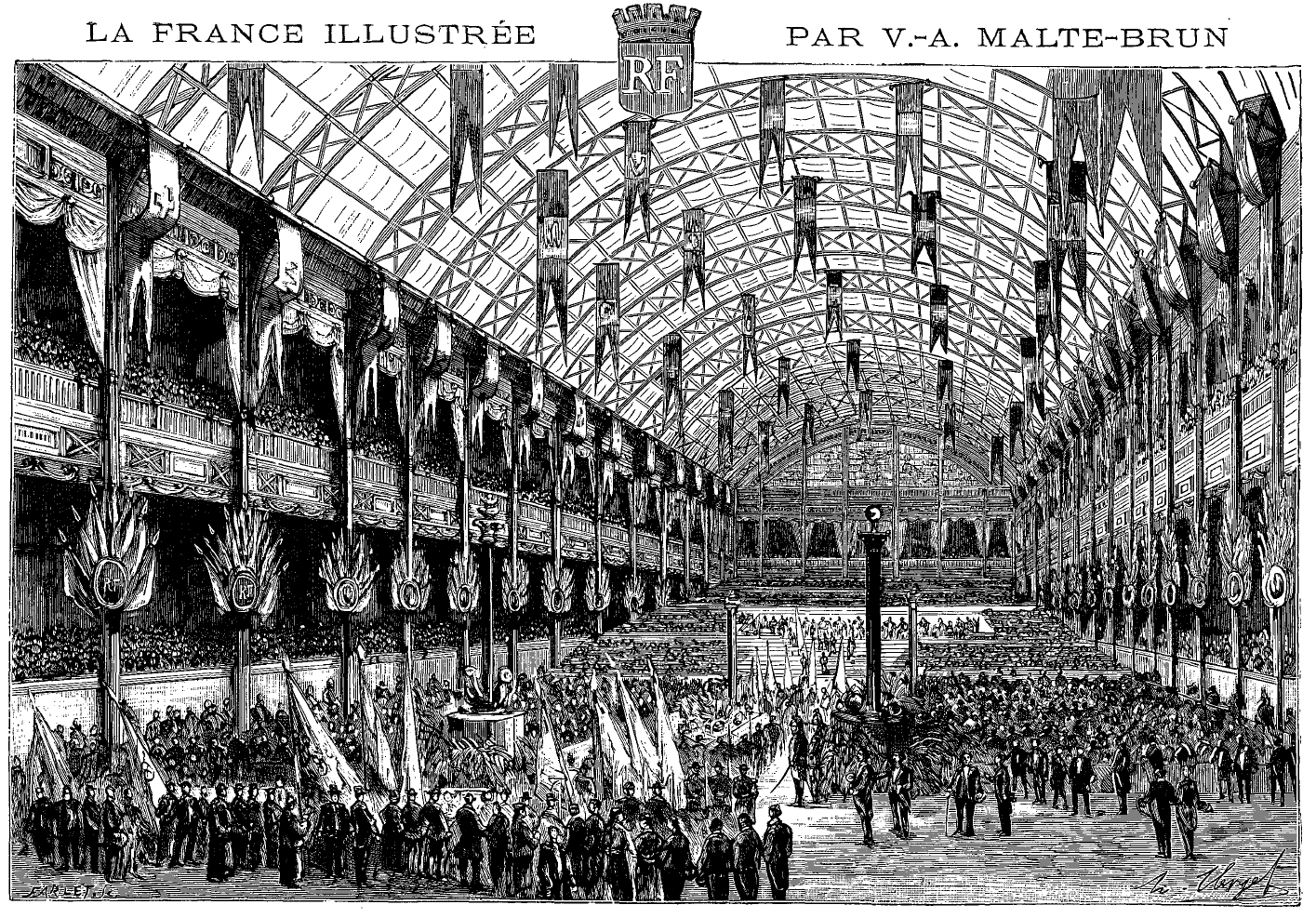
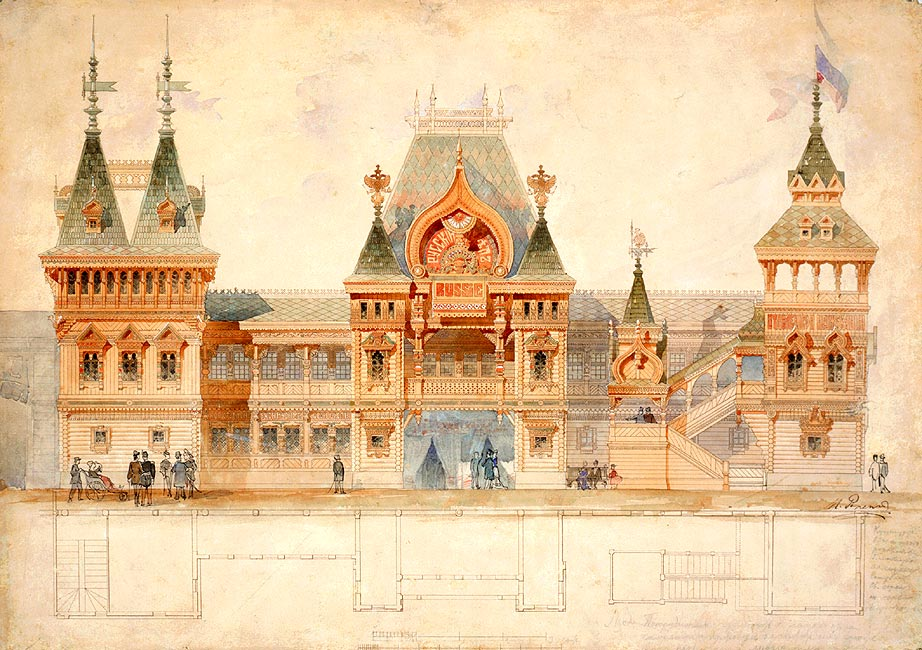
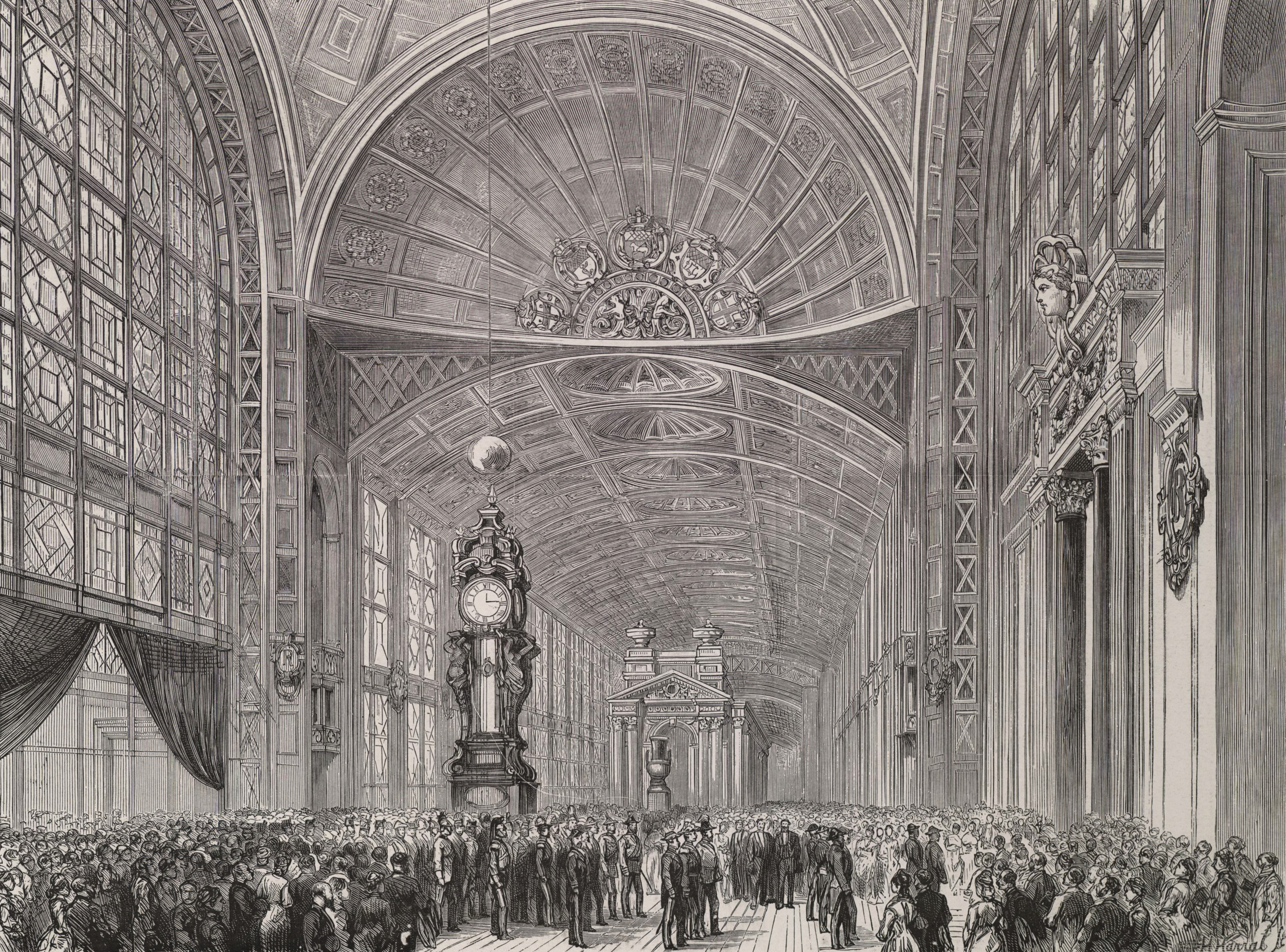
اثر آگوست فریدریش شنک
نگارخانه ملی ویکتوریا